# Pseudokermes cooleyi
Pseudokermes cooleyi  (лат.) — вид полужесткокрылых насекомых-кокцид рода Pseudokermes из семейства ложнощитовки (Coccidae).

## Распространение
Северная Америка: США, штат Монтана.

## Описание
Питаются соками таких растений, как Pinaceae: Picea engelmanni.
Таксон Pseudokermes cooleyi включён в состав рода Pseudokermes Cockerell 1895 (триба Cardiococcini) вместе с видами Pseudokermes armatus, Pseudokermes palmae, Pseudokermes correntinus, Pseudokermes eugenium, Pseudokermes geoffroeum, Pseudokermes marginatus, и другими.